# Höfði
Höfði és una casa situada a Félagstún a Reykjavík, Islàndia. És coneguda per haver estat la seu de la reunió de la Cimera de Reykjavík de 1986 entre el president dels Estats Units, Ronald Reagan, i del secretari general de la Unió Soviètica, Mikhaïl Gorbatxov.

## Història
La casa va ser prefabricada a Noruega i transportada per parts fins a Reykjavík on s'inaugurà l'any 1909 per allotjar al cònsol francès Jean-Paul Brillouin a Islàndia, convertint-se en la finca privada més gran de la ciutat. Després de Brillouin, l'advocat i poeta islandès Einar Benediktsson va comprar la casa on va residir-hi fins a l'any 1925. Del 1925 al 1937 hi va créixer la pintora Louisa Matthíasdóttir. Després d'un període de diversos propietaris, entre els quals l'ambaixada del Regne Unit, finalment el 1958, l'ajuntament de Reykjavík va adquirir la casa per dedicar-la a la celebració de recepcions oficials un cop renovada i restaurada. divuit anys més tard hi tingué lloc la recepció més important, els dies 11 i 12 d'octubre de 1986 s'hi va celebrar la Cimera de Reykjavík que va establir les bases per a la signatura del Tractat sobre forces nuclears de mitjà abast que tingué lloc el desembre de 1987.
El 25 de setembre de 2009, en el centenari de l'edifici, Höfði va patir un incendi. El 2015, es va col·locar prop de l'edifici una estàtua d'Einar Benediktsson feta per l'escultor Ásmundur Sveinsson.

## Característiques
L'edifici de color blanc i teulada de pissarra gris, destaca per la seva simetria. Mostra influències tant d'estil modernista com del neobarroc clàssic i del romanticisme noruec.

## Telecomunicacions
Abans de construir-s'hi la casa, el lloc es va utilitzar per instal·lar-hi una antena Marconi i fer les primeres comunicacions de ràdio entre Islàndia i el món exterior el 26 de juny de 1905, quan es va establir contacte amb Poldhu a Cornualla, Regne Unit. L'antena va estar en ús fins a l'octubre de 1906.